# Viết tiếp câu chuyện hòa bình
"Viết tiếp câu chuyện hòa bình" là một bài hát do nhạc sĩ người Việt Nam Nguyễn Văn Chung sáng tác vào năm 2023 và được thể hiện lần đầu bởi nữ ca sĩ người Việt Nam Nguyễn Duyên Quỳnh nằm trong album cùng tên. 
Ca khúc được ra mắt nhân dịp kỷ niệm 79 năm ngày thành lập Quân đội nhân dân Việt Nam, nhưng chỉ trở nên nổi tiếng và được giới trẻ Việt yêu thích sau khi bản remix do Đức Tư thực hiện được lồng ghép vào một clip bàn thắng của đội tuyển bóng đá quốc gia Việt Nam. Vào năm 2025, trong dịp kỷ niệm 50 năm thống nhất Việt Nam, ca khúc đã được trình diễn tại nhiều đêm nhạc, chương trình, sự kiện lớn nhỏ; trong đó Võ Hạ Trâm và Đông Hùng đã thể hiện trong Lễ kỷ niệm, diễu binh, diễu hành cấp quốc gia vào ngày 30 tháng 4. Một bộ phận người dùng mạng xã hội đã so sánh Võ Hạ Trâm với Duyên Quỳnh về việc thể hiện ca khúc này. 
"Viết tiếp câu chuyện hòa bình" đã thu hút nhiều lượt nghe trên các nền tảng trực tuyến ở Việt Nam. Ngoài ra, ca khúc cũng được nhiều trường phổ thông đưa vào đề thi năm học 2024–2025. Tác phẩm giúp Nguyễn Văn Chung và Nguyễn Duyên Quỳnh nhận một số giải thưởng và giấy khen ở các cấp tại Việt Nam.

## Hoàn cảnh ra đời
Vào năm 2023, nhạc sĩ Nguyễn Văn Chung và nữ ca sĩ Nguyễn Duyên Quỳnh mong muốn sản xuất một album âm nhạc với chủ đề về quê hương đất nước, tuy nhiên cả hai nhận thấy vẫn còn thiếu một ca khúc chủ đề đủ sức truyền tải tinh thần xuyên suốt cho toàn bộ đĩa nhạc. Ban đầu, Nguyễn Văn Chung dự định sáng tác một ca khúc đơn giản để các hội nhóm cùng hát, nhưng anh và Duyên Quỳnh đều cảm thấy chưa đạt chất lượng như mong đợi; vì vậy nhạc sĩ đã quyết định làm lại ca khúc với giai điệu hào hùng và nhiệt huyết.
"Viết tiếp câu chuyện hòa bình" được sáng tác vào khoảng tháng 11 năm 2023. Tác phẩm sau đó đã trở thành bài hát chủ đề của album cùng tên được Nguyễn Văn Chung và Duyên Quỳnh ra mắt nhân dịp kỷ niệm 79 năm ngày thành lập Quân đội nhân dân Việt Nam. Album Viết tiếp câu chuyện hòa bình gồm 11 ca khúc, hầu hết trong số đó được nhạc sĩ Nguyễn Văn Chung sáng tác và Nguyễn Duyên Quỳnh sáng tác một bài. Các ca khúc đều do Duyên Quỳnh đảm nhận phần thể hiện, một bài Duyên Quỳnh song ca cùng Nguyễn Phi Hùng và một bài có phần hỗ trợ của hợp xướng Ngày Mới.

## Đón nhận và phổ biến
Album của Nguyễn Văn Chung và Duyên Quỳnh được giới chuyên môn đánh giá cao, song bài hát "Viết tiếp câu chuyện hòa bình" chưa thật sự phổ biến đến công chúng. Ca khúc có rất ít lượt nghe trên YouTube. Mãi cho đến khi Đức Tư remix ca khúc và lồng ghép vào một đoạn clip bàn thắng của đội tuyển bóng đá quốc gia Việt Nam đăng tải trên TikTok thì bài hát mới được chú ý. Nguyễn Văn Chung và Duyên Quỳnh về sau đã liên hệ để cùng thực hiện bản remix hoàn chỉnh. Kể từ đó, ca khúc trở nên nổi tiếng, lan tỏa nhanh chóng và được giới trẻ yêu thích.
Vào dịp kỷ niệm 50 năm thống nhất Việt Nam, ca khúc tiếp tục trở nên phổ biến, được trình diễn tại nhiều đêm nhạc và chương trình lớn nhỏ trên cả nước, đồng thời một số đoạn nhạc cắt ra từ ca khúc đã được lồng vào các đoạn reels, clip ngắn trên các nền tảng mạng xã hội, có những clip đạt tới hơn 100 nghìn lượt xem. Ngày 20 tháng 4 năm 2025, hơn 5 nghìn sinh viên đã đồng diễn "Viết tiếp câu chuyện hòa bình" tại lễ chào cờ "Tôi yêu Tổ quốc tôi" được tổ chức tại Nhà văn hóa sinh viên Thành phố Hồ Chí Minh. Trong Lễ kỷ niệm, diễu binh, diễu hành diễn ra vào ngày 30 tháng 4 năm 2025, Đông Hùng và Võ Hạ Trâm đã thể hiện ca khúc này. Sau đại lễ 8 ngày, phần trình diễn song ca của hai nghệ sĩ trên đã đạt 2,3 triệu lượt xem và lên top 1 trending YouTube Việt Nam. Một bộ phận người dùng mạng xã hội đã lên tiếng chỉ trích Duyên Quỳnh bằng những từ ngữ nặng nề, đặt nghi vấn về khả năng biểu diễn độc quyền khi nhạc sĩ Nguyễn Văn Chung xem Duyên Quỳnh là ca sĩ độc quyền bài hát. Một bộ phận khác coi Võ Hạ Trâm là "thánh cướp hit", đồng thời so sánh giữa cô và Duyên Quỳnh. Theo Nguyễn Văn Chung, dù bài hát trong giai đoạn độc quyền của Duyên Quỳnh nhưng anh và Quỳnh tôn trọng quyết định của ban tổ chức đại lễ, đồng thời cho rằng Võ Hạ Trâm và Đông Hùng là những ca sĩ có thực lực.
Tính đến tháng 5 năm 2025, ca khúc đã đạt khoảng 5 tỷ lượt nghe trên các nền tảng âm nhạc số và mạng xã hội. Nhiều trường học ở Việt Nam đã đưa ca khúc vào đề thi học kỳ II năm học 2024–2025 cũng như đề thi học sinh giỏi. Nguyễn Văn Chung đã dành toàn bộ doanh thu từ "Viết tiếp câu chuyện hòa bình" trên các nền tảng số trong tháng 4 để gửi tặng các cựu chiến binh. Nhạc phẩm đã được các nhà giáo chuyển ngữ sang ba thứ tiếng Anh, Nga và Nhật rồi được giới thiệu tại tọa đàm Tuổi trẻ HANU – Viết tiếp câu chuyện hòa bình diễn ra vào sáng ngày 27 tháng 5 ở Hà Nội.

## Vinh danh
"Viết tiếp câu chuyện hòa bình" đã giúp Nguyễn Văn Chung nhận được Giải A Giải thưởng âm nhạc năm 2023 của Hội Âm nhạc Thành phố Hồ Chí Minh, Giải C Giải thưởng Văn học nghệ thuật năm 2023 của Liên hiệp các Hội Văn học nghệ thuật Việt Nam. Tháng 5 năm 2025, Nguyễn Văn Chung và Nguyễn Duyên Quỳnh được trao tặng giấy khen của Ban Tuyên giáo và Dân vận Thành ủy, giấy khen và thư chúc mừng của Hội Liên hiệp Thanh niên Việt Nam Thành phố Hồ Chí Minh, vì những đóng góp nổi bật trong việc sáng tác và quảng bá ca khúc.